# Stazione di Civitavecchia Marittima
Stazione di Civitavecchia Marittima 2000-ben bezárt vasútállomás Olaszországban, Civitavecchia településen.

## Vasútvonalak
Az állomást az alábbi vasútvonalak érintették:
- Civitavecchia

## Kapcsolódó állomások
A vasútállomáshoz az alábbi állomások vannak a legközelebb: